# Pseudindalmus malayensis
Pseudindalmus malayensis es una especie de coleóptero de la familia Endomychidae.

## Distribución geográfica
Habita en Singapur.